# 大花蕙蘭
大花蕙兰（学名：Cymbidium sp.），又称西姆比兰、杂交虎头兰、蝉兰、新美娘兰，是兰科蕙兰属中栽培附生兰花的泛称。花瓣很大，直径可达10cm，故名。品种很多，达到上千种。
它是由兰属中的大花附生种、小花垂生、大花蕙兰种以及一些地生兰经过一百多年的多代人工杂交育成的品种群。世界上首个大花蕙兰品种为Cymbidium‘Eburneo-lowianum’），是用原产于中国的独占春（C.eburneum）做母本，碧玉兰（C.lowianum）作父本，于1889年在英国首次培育而得。其后美花兰（C.insigne）、虎头兰（C.hookerianum）、红柱兰(C.erythrostylum)、西藏虎头兰(C.tracyanum)等十多种野生种参与了杂交育种。大花蕙兰叶长碧绿，花姿粗犷，豪放壮丽，是世界著名的“兰花新星”。它具有国兰的幽香典雅，又有洋兰的丰富多彩，在国际花卉市场十分畅销，深受花卉爱好者的倾爱。大花蕙兰的生产地主要是日本，韩国和中国，澳洲及美国等。

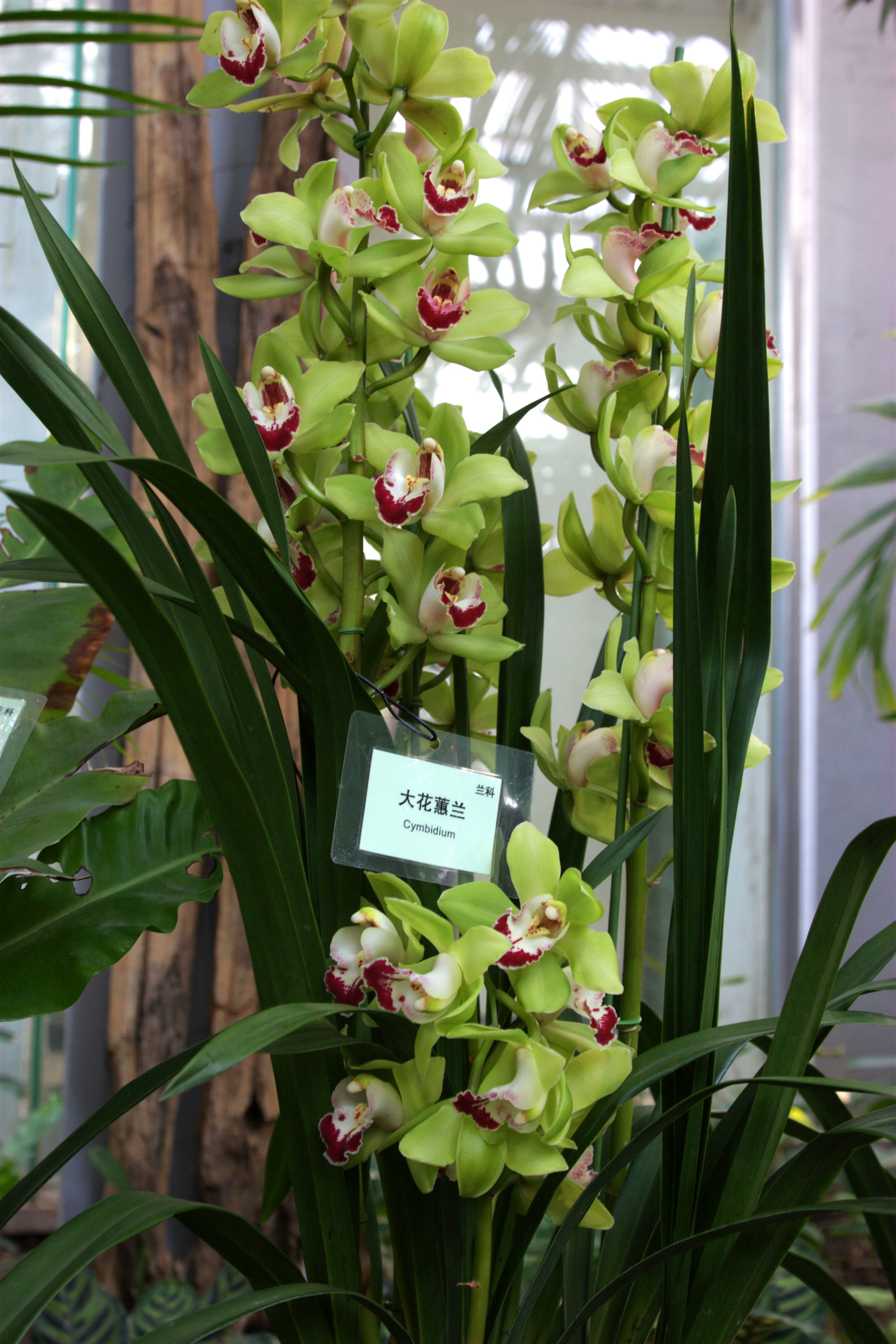